# Baïla (Madingring)
Baïla est un village de la Région du Nord au Cameroun. Il est situé dans la commune de Madingring dans le département du Mayo-Rey.

## Géographie
Baïla est localisé à 8°40‘09"N de latitude et 14°55‘04"E de longitude. Le village est à proximité des localités de Telbé (1.4 km), Gor (9.2 km), de Winde (11 km), Djablang (11km), de Yagoye (21km),  de Madingring Ville (32 km).

## Infrastructure et association
Le village dispose d'une menuiserie.

### Population totale
En 2005, la population recensée du village était de 674 habitants. En 2014, la population recensée du village était de 626 habitants.

### Répartition de la population selon les âges
| Hommes | Classe d’âge | Femmes |
| ------ | ------------ | ------ |
| 86     | 0–5          | 94     |
| 60     | 6–13         | 79     |
| 37     | 14–19        | 43     |
| 65     | 20–34        | 77     |
| 40     | 35–59        | 41     |
| 2      | 60–+         | 2      |